# Brachoria turneri
Brachoria turneri är en mångfotingart som beskrevs av Keeton 1959. Brachoria turneri ingår i släktet Brachoria och familjen Xystodesmidae. Inga underarter finns listade i Catalogue of Life.